# Felix Bernstein
Felix Bernstein   (Halle, 24 de febrer de 1878 - Zúric, 3 de desembre de 1956) fou un matemàtic alemany conegut pels seus treballs en estadística i en teoria de conjunts.

## Vida i Obra
Fill del catedràtic de fisiologia de la Universitat de Halle i membre una família jueva amb diverses generacions d'intel·lectuals, va adquirir un gran renom quan, amb només divuit anys, i abans d'ingressar a la Universitat, va demostrar de forma completa el Teorema de Cantor-Bernstein, resultat que fou publicat un any després per Émile Borel. El mateix Georg Cantor, que era amic i col·lega del seu pare a la Universitat de Halle, li havia suggerit el problema.
Malgrat les seves habilitats matemàtiques, el jove no tenia cap interès per esdevenir un matemàtic. L'any següent se'n va anar a la Universitat de Pisa per estudiar filosofia, arqueologia i història. Això no obstant, davant les pressions familiars i acadèmiques, va retornar a Alemanya per a estudiar a la Universitat de Göttingen sota la direcció de Felix Klein i David Hilbert. El 1901 va obtenir el doctorat en aquesta universitat, sota la supervisió de David Hilbert amb una tesi sobre Teoria de conjunts. Aquest mateix any va tornar a la Universitat de Halle per ensenyar matemàtiques, tot i que durant aquests anys es va interessar força pels treballs fisiològics del seu pare.
L'any 1911, al jubilar-se el seu pare a Halle, va sol·licitar i obtenir l'habilitació per a donar classes a la Universitat de Göttingen a on es va traslladar. En aquesta època va fer una gran amistat amb Albert Einstein. Va ser exceptuat del servei militar durant la Gran Guerra, però va col·laborar en l'esforç bèl·lic treballant per l'oficina d'estadístiques del Departament de Racionament.
El 1921, en ser nomenat professor permanent, va fundar l'Institut d'Estadística Matemàtica de la Universitat de Göttingen. A partir de 1928 va ser professor visitant de la Universitat Harvard on va estudiar els aspectes estadístics de l'epidemiologia.
Amb l'arribada dels nazis al poder, va veure estroncada la seva carrera acadèmica, ja que, per la seva ascendència jueva, va ser expulsat de tota activitat acadèmica el 1934. Malgrat tot, va traslladar-se als Estats Units, on l'antropòleg Franz Boas li va aconseguir un lloc de professor a la Universitat de Colúmbia.
Aquests anys als Estats Units van ser força penosos per a ell, que va anar canviant d'universitat sense trobar un lloc permanent en cap d'elles i, fins i tot, restant inactiu algun curs. La seva producció científica va disminuir notablement i, d'altra banda, va dedicar força temps a col·laborar amb el seu vell amic, Einstein, i a cercar possibles sortides acadèmiques per a altres matemàtics jueu-alemanys emigrats als USA.
L'any 1948, coincidint amb el seu 70 aniversari i la seva jubilació, va ser nomenat Professor Emèrit de la Universitat de Göttingen.
Un dels seus treballs més celebrats és el descobriment del mecanisme matemàtic de la reproducció hereditària dels diferents grups sanguínis humans.